# Hollywood Porn Stars
 (avril 2014).
Hollywood Porn Stars est un groupe belge de rock.

## Historique
Originaire de Liège, le groupe se forme au cours de l’été 2002 à l’occasion du concours Circuit (tremplin rock célèbre en Belgique francophone) : Anthony Sinatra et Michael Larivière –alias Redboy-, alors membres respectifs des groupes Piano Club et My Little Cheap Dictaphone s’unissent pour proposer un projet aux organisateurs. Les deux guitaristes/chanteurs se connaissent déjà de vue, et le courant passe aussitôt. En deux jours, trois morceaux sont enregistrés. Et pour mettre toutes les chances de leur côté, les deux garçons choisissent un nom tape-à-l’œil : Hollywood Porn Stars (siglé HPS).
Rapidement, ils sont sélectionnés. Il leur faut alors compléter le combo. Benoît Damoiseau incarne le batteur parfait pour le groupe, tandis qu’Eric Swennen, grand amateur de rock et ex-membre de Discochoc prend la place de bassiste.
HPS commence alors une série de concerts et remporte le concours. Le groupe qui devait splitter après le concours signe alors chez un label local et enregistre un EP 6 titres : All On The Six. Le succès est au rendez-vous. Le groupe multiplie les concerts dans toute l’Europe et les premières parties (Hot Hot Heat, Primal Scream, The Donnas). Leur style qu’ils définissent eux-mêmes comme « rock guitare », « pop-indie » voire « émo » séduit le public et la critique.
Il est temps de plancher sur un album. Le groupe décide de se séparer de sa maison de disques et de se mettre au travail. Une sélection de douze titres est bientôt enregistrée en quatre jours dans les conditions du live, et mixée en deux mois. De là naît Year Of The Tiger. Durant cette année 2005, Hollywood Porn Stars reçoit le prix "spectacle/concert de la saison", décerné par les Octaves de la musique.
Leur second album, Satellites, voit le jour en 2007. Contrairement à l'opus précédent, le groupe a déjà en tête une idée claire de ce qu'ils veulent comme résultat avant même de passer en studio. Ils enregistreront une trentaine de titres pour n'en garder finalement que douze pour l'album, et neuf pour son complément Besides The Satellites paru l'année suivante.
Les membres du groupe se focalisent ensuite sur leurs projets respectifs et le groupe HPS est mis en sommeil, à peine troublé par le EP sept titres Signs et quelques "singles". Mais 20 ans après leur premier LP, ils ont toujours le même gout pour le public et le live,.

## Discographie
- 2003 : All On The Six [EP 6 titres]
- 2005 : Year Of The Tiger [LP 12 titres]
- 2007 : Satellites [LP 12 titres]
- 2008 : Beside The Satellites [LP 9 titres]
- 2012 : Anywhere WithYou [SP 03:13]
- 2016 : Signs [EP 7 titres]
- 2024 : 6th of october [SP 03:48][4]
- 2025 : Peach Bomb [SP 02:38]

## Formation
- Anthony Sinatra (chant, guitare)
- Michael Larivière alias Redboy (chant, guitare)
- Eric Swennen (basse, flute, danseur)
- Benoît Damoiseau (batterie)